# Edward James
Edward Frank Willis James (Sussex, 16 de agosto de 1907 - San Remo, 2 de diciembre de 1984) fue un millonario, poeta, escultor y mecenas británico ligado al movimiento surrealista.

## Trayectoria
Su nombre le fue dado por sus padres, William James (magnate estadounidense de los ferrocarriles) y Elizabeth Evelyn Forbes, una socialite escocesa, en honor del rey Eduardo VII, a quien conocían personalmente —junto con otros miembros de la nobleza europea—. Las frecuentes visitas del rey a la propiedad de la familia James, llamada West Dean en Sussex, hicieron correr durante toda su vida el rumor de que el verdadero padre biológico de Edward era en realidad Eduardo VII.

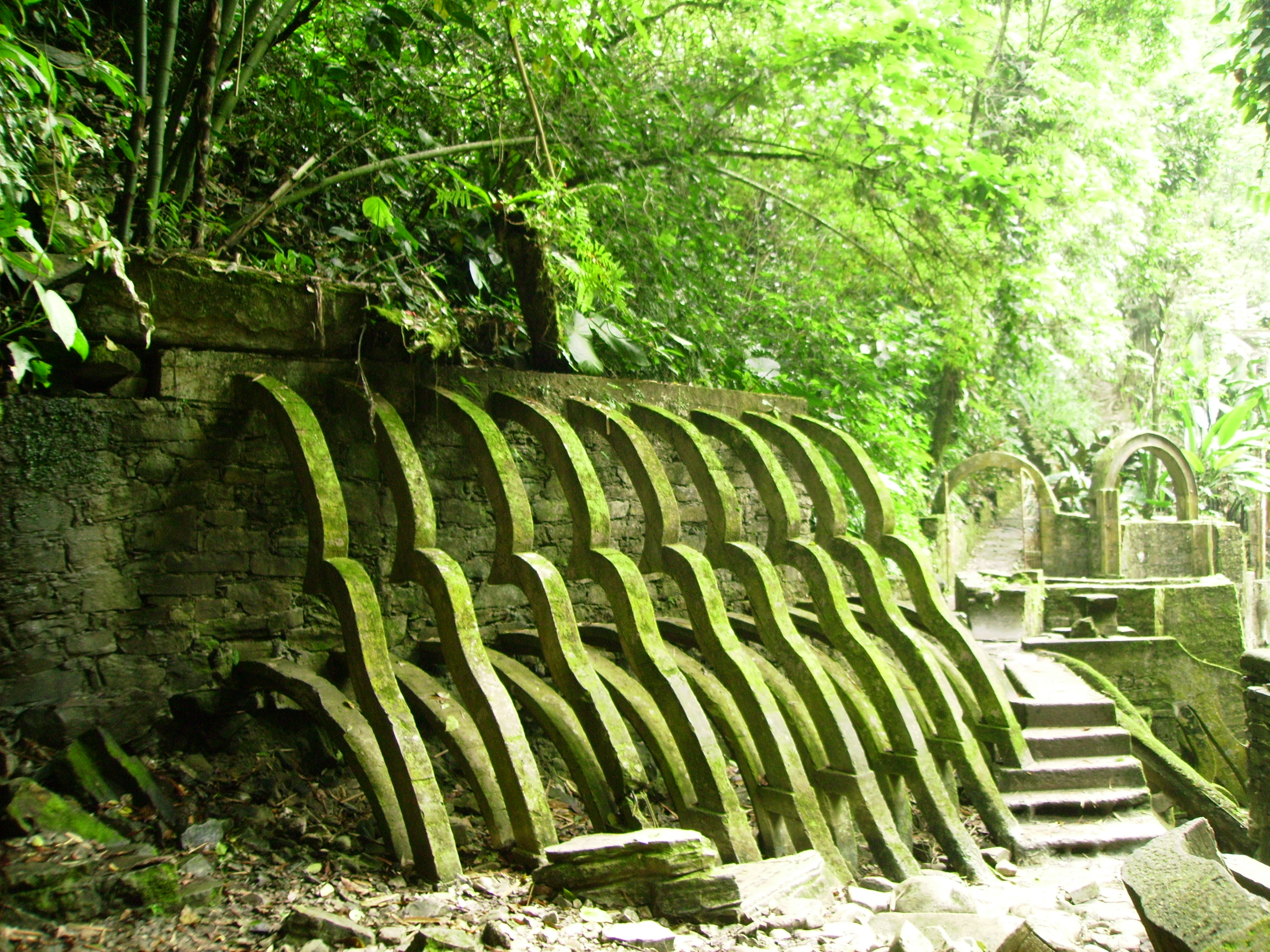
Jardín surrealista de Las Pozas en Xilitla.

Hacia el verano de 1922, James comienza a escribir poesía. En ese mismo año gana el prestigioso Geoffrey Gunther Memorial Drawing Prize otorgado por Eton, la escuela pública más prestigiosa de Inglaterra. En octubre de 1926, James ingresa a Oxford. 
En 1928, conoció y se enamoró de la bailarina Tilly Losch. Se casaron, pero la relación se agrietó rápidamente. Edward trató de ganarse el amor de la bailarina austriaca financiando varias producciones de baile en las que ella tomó papeles protagonistas. Tilly demandó por la separación, acusándolo de homosexual, entre otras cosas, por lo que James se escandalizó y contrademandó acusándola de adulterio con el príncipe zarista ruso Serge Obolensky. Asombrado y herido porque eso no era algo que hiciera un caballero, James se mudó a Europa por un tiempo.
En los años 30, James se vincula con el movimiento surrealista y escribe poemas en la revista Minotaure. En octubre de 1937, junto con Salvador Dalí, James propone a Luis Buñuel (por la influencia que este tenía entre los republicanos) comprar con sus recursos un bombardero checoslovaco para emplearlo en la guerra civil española, a cambio del préstamo de una serie de obras maestras del Museo del Prado (con el objeto de exhibirlas en todo el mundo para recaudar recursos para los republicanos y devolverlas a España al final del conflicto). Buñuel rechaza la propuesta. James fue el principal patrocinador del pabellón surrealista de la Feria Mundial de 1939 en Nueva York. La organización de esta provocaría un conflicto que separaría definitivamente a Dalí de James.

En 1944, James llega a México para visitar a su compañero de Oxford, Geoffrey Gilmore, y con el proyecto de "situar un Jardín del Edén" en ese país. Acompañado de Roland McKenzie y de Plutarco Gastélum, elige un terreno al borde del río Santa María, en Xilitla, en lo alto de la Sierra Huasteca del noreste de México. Se instala allí y, con ayuda de trabajadores huastecos, construye un jardín surrealista.

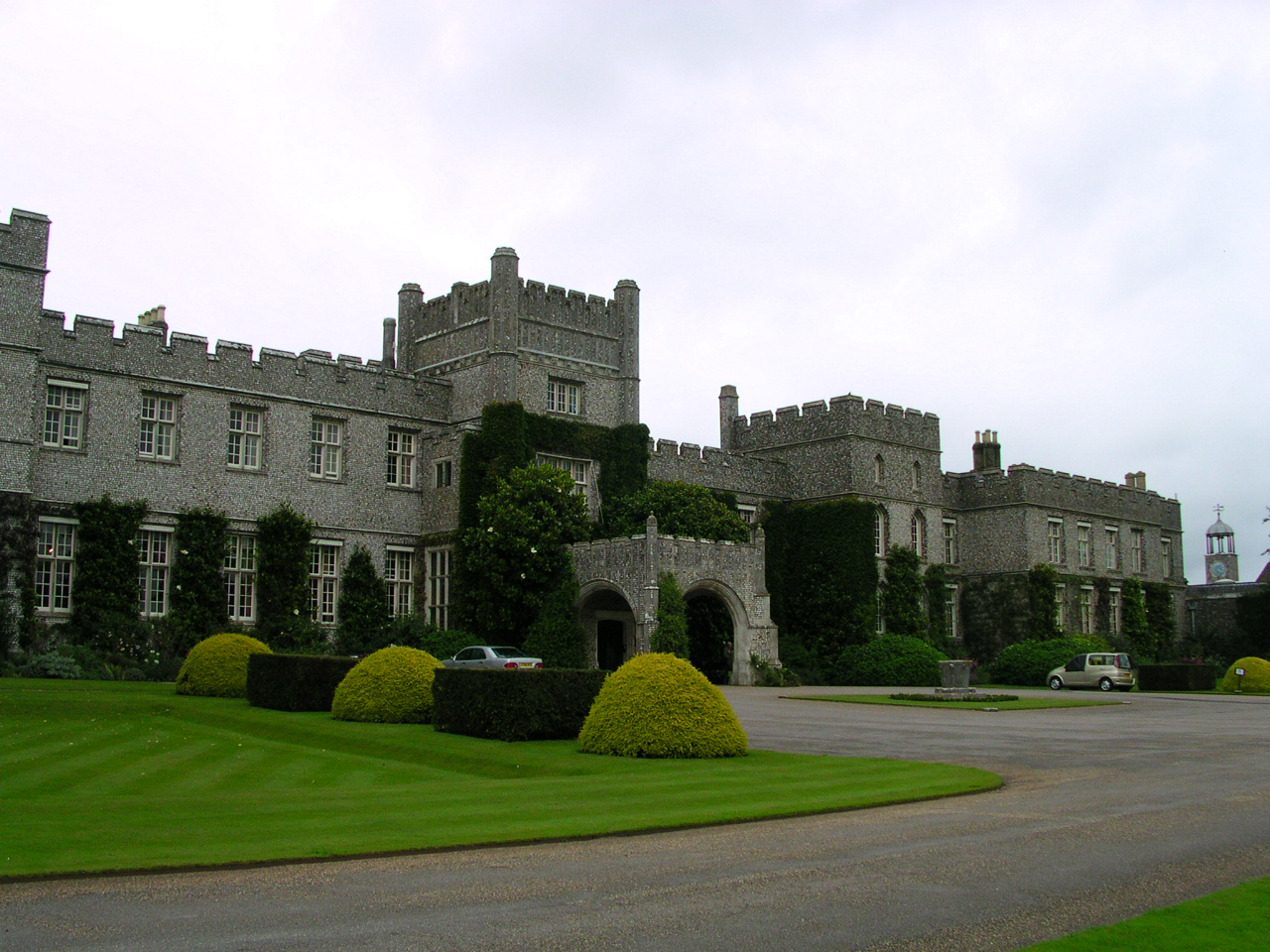
West Dean House en Sussex.

James viviría entre México e Inglaterra hasta su muerte, intercambiando correspondencia y recibiendo en Xilitla las visitas de otros surrealistas, como Leonora Carrington.
James aparece en tres famosos cuadros surrealistas:
- Swans Reflecting Elephants de Dalí
- La Reproduction Interdite de René Magritte
- The Pleasure Principle: Portrait of Edward James de René Magritte